# Dibasischer Ester
Dibasische Ester oder DBE sind die Dimethylester der Dicarbonsäuren (Glutarsäure, Bernsteinsäure und Adipinsäure). Häufig werden die dibasischen Ester als synthesebedingt definiertes Gemisch angeboten. Es setzt sich zusammen aus 55–67 % Dimethylglutarat (DBE-5), 15–25 % Dimethylsuccinat und 10–25 % Dimethyladipat (DBE-6).
Das Lösungsmittel benötigt keine Kennzeichnung als Gefahrstoff. Das DBE-Gemisch ist eine klare farblose Flüssigkeit und besitzt einen milden, angenehmen Geruch.

## Verwendung
Verwendung finden Dibasische Ester als Lösungsmittel in Abbeizern, in Lacken und in Reinigungsmitteln.